# Epalzeorhynchos frenatus
Epalzeorhynchos frenatus — вид прісноводних риб родини коропових. Донедавна (до 1997 року) вид належав до роду лабео (Labeo  Cuvier, 1816) й досі відомий як лабео зелений.
Поширений у водоймах північного Таїланду, утримується в акваріумах.

## Опис
Тіло видовжене, злегка сплюснуте з боків. Є дві пари вусиків. Рот нижній у вигляді скребка-присоски. Забарвлення тіла оливково-зелене, плавці червонувато-жовті. Уздовж голови проходить темна смуга, біля основи хвоста є чорна пляма. Завдовжки лабео зеленийо — 8 см, у природних умовах може досягати 18 см. Самці забарвлені яскравіше самок. У період нересту у самців з'являється чорна облямівка на анальному плавці. Є альбіносна форма лабео зеленого.

## Утримання в акваріумах
Для утримання необхідний акваріум місткістю від 150 літрів, з безліччю укриттів, водних рослин і темним ґрунтом. Бажано, щоб на кожну особину розміром 10 см доводилося не менш 30—50 л. Лабео зелений плаває переважно на відкритих ділянках у нижніх і середніх шарах води, іноді ховається серед заростей рослин. Оптимальна температура води — 24—28 °C, кислотність — 6,5—7,8, твердість — 4—20°. Необхідні аерація, фільтрація та регулярна підміна частини води. У раціоні обов'язково повинен бути живий корм. Також лабео зелений їсть сухий і рослинний корм.
Самці досить ретельно охороняють свою територію, агресивні по відношенню не тільки до представників свого виду, а також до інших риб з червонуватим забарвленням, часто деруться. В угрупованні лабео зелених формуються ієрархічні відносини.

## Розведення
Нерест сезонний. У домашніх умовах домогтися нересту проблематично, оскільки необхідний нерестовий акваріум великого обсягу (від 150 л і вище). Можна стимулювати нерест гормональними ін'єкціями в спинні м'язи. Перед нерестом виробників потрібно на 1—2 тижні містити окремо і рясно годувати живим кормом. На нерест найкраще відсаджувати 1 самку і 2—3 самця. У нерестовому акваріумі повинна бути добра аерація, рівень води до 40 см, температура 28—29 °C, кислотність 6,5—7,5, твердість води — 2—15 °C. За один раз самка відкладає кілька тисяч ікринок. Після ікрометання виробників потрібно відсадити з нерестового акваріума. Ікра інкубується при слабкій аерації. Личинки викльовуються через 13—15 годин. Через добу після викльову з ікри личинки перетворюються на мальків і починають активно рухатися і живитись. Початковий корм: інфузорії, коловертки, водорості зі стінок акваріума, варений яєчний жовток.
Статевої зрілості лабео зелені досягають в 1—2 роки.